# Веранда (река)
Веранда — река в России, протекает в Подпорожском районе Ленинградской области. Впадает в озеро Юксовское. Длина реки составляет 10 км.

## География и гидрология
К юго-востоку от деревни Конец впадает в озеро Юксовское. Длина реки составляет 10 км.
Притоки реки: Кивручей, Верандручей, Новый, Кобылий.

## Данные водного реестра
По данным государственного водного реестра России относится к Балтийскому бассейновому округу, водохозяйственный участок реки — Свирь без бассейна Онежского озера, речной подбассейн реки — Свирь (включая реки бассейна Онежского озера). Относится к речному бассейну реки Нева (включая бассейны рек Онежского и Ладожского озера).
Код объекта в государственном водном реестре — 01040100712102000012004.

## Топографическая карта
- Лист карты P-36-117,118 Подпорожье. Масштаб: 1 : 100 000. Состояние местности на 1977 год. Издание 1983 г.